# Super Bowl VI
Super Bowl VI spelades den 16 januari 1972 på Miami Orange Bowl i Miami. NFC-mästarna Dallas Cowboys slog AFC-mästarna Miami Dolphins med 24-3.